# Lý Biểu
Lý Biểu (chữ Hán: 李檦, ? - 560), tên tự là Linh Kiệt, người Tương Bình, Liêu Đông , tướng lĩnh nhà Tây Ngụy, em trai của Trụ quốc Lý Bật thời Nam Bắc triều trong lịch sử Trung Quốc.

## Làm tướng nhà Bắc Ngụy
Mình dài không đến 5 thước, tính quả quyết, lại can đảm, từ nhỏ đi theo Nhĩ Chu Vinh.
Năm Vĩnh An đầu tiên (528) thời Bắc Ngụy Hiếu Trang đế, ông được kiêm chức Biệt tướng, theo Vinh phá Nguyên Hạo, được bái Thảo nghịch tướng quân.
Khi Vinh bị hại, Biểu theo Nhĩ Chu Thiên Quang đưa vợ của Vinh chạy đến Hà Bắc. Lại theo Nhĩ Chu Triệu vào Lạc Dương, ban tước Phì Thành quận nam, dời làm đô đốc.
Năm Phổ Thái đầu tiên, Nguyên Thụ từ nước Lương về chiếm Tiếu Thành. Biểu theo Hành đài Phàn Tử Hộc đánh phá ông ta, dời làm Hữu tướng quân.
Khi Bắc Ngụy Hiếu Vũ đế chạy vào Quan Trung, Biểu cùng Đại đô đốc Nguyên Bân giao chiến với Cao Hoan ở Thành Cao, thua trận, cùng Bân chạy sang nước Lương. Lương Vũ đế đãi theo lễ tân khách, sau lại trốn về.

## Làm tướng nhà Tây Ngụy
Năm Đại Thống đầu tiên (535) nhà Tây Ngụy, Biểu được thụ Phủ quân tướng quân, tiến phong Tấn Dương huyện tử, thực ấp 400 hộ, làm đô đốc trong trướng của Vũ Văn Thái, tham gia thu phục Hoằng Nông, đại thắng Sa Uyển.
Biểu vẫy sóc cưỡi ngựa, xung phong phá trận, náu mình giữa cái yên và bộ giáp. Kẻ địch trông thấy, đều nói: "Tránh xa thằng nhỏ này!" mà không biết mặt mũi của ông ra sao!? Vũ Văn Thái nghe tiếng Biểu dũng mãnh, nhưng chưa được thấy, đến lúc này thì than thở: "Có được can đảm như thế này, thì cần đến thân dài 8 thước làm gì!?" Nhờ công được tiến tước làm công, tăng ấp 400 hộ.
Lại theo Vũ Văn Quý giao chiến với tướng Đông Ngụy là bọn Nghiêu Hùng ở Toánh Xuyên, đều phá được. Triệu về làm Thái tử trung thứ tử.
Năm thứ 9 (543), tham chiến Mang Sơn, dời làm trì tiết, đại đô đốc.
Năm thứ 13 (547), bái Xa kị đại tướng quân, nghi đồng tam tư. Lại theo Lý Bật đánh dẹp Kê Hồ. Biểu công đã nhiều, được ban chức Bân Châu thứ sử, tăng ấp 300 hộ.
Năm thứ 15 (549), bái Phiếu kị đại tướng quân, Khai phủ nghi đồng tam tư.
Đầu thời Tây Ngụy Phế đế (552 – 554), theo Triệu Quý đánh Như Như, luận công cao nhất, được phong Phong Sơn huyện công, tăng ấp kể cả trước đây là 2100 hộ.
Bắc Chu Hiếu Mẫn đế lên ngôi, tiến vị đại tướng quân. Đầu những năm Vũ Thành (557 -560) thời Minh đế, theo Đậu Lư Ninh chinh phạt Kê Hồ, đại thắng trở về, tiến tước Nhữ Nam quận công. Ra làm tổng quản Duyên, Tuy, Đan 3 châu chư quân sự, Duyên Châu thứ sử.
Năm thứ 4 (560), ông mất ở trấn, tặng Hằng, Sóc,… 5 châu thứ sử. Lý Biểu không có con, triều đình lấy con của Lý Bật là Xuân kế tự ông.